# Cotesia harteni
Cotesia harteni är en stekelart som beskrevs av Papp 2003. Cotesia harteni ingår i släktet Cotesia och familjen bracksteklar. Inga underarter finns listade i Catalogue of Life.